# Gorgopas (siglo IV a. C.)
Gorgopas fue un comandante espartano durante la guerra de Corinto. En el 388 a. C. Esparta envió a Hierax a Egina para hacerse cargo de la flota espartana. Los espartanos bajo el mando de Teleutias habían expulsado a la flota ateniense que bloqueaba Egina. Poco después de tomar el mando, Hierax partió hacia Rodas con la mayor parte de la flota, dejando a Gorgopas, su vicealmirante con doce trirremes, como gobernador en Egina, reemplazando a Eteónico, quien ocupaba el cargo anteriormente. Gorgopas continuó las operaciones contra el ejército ateniense dirigido por Pánfilo que seguía asediando la ciudad. Finalmente obligó a Atenas a enviar barcos para evacuar sus fuerzas terrestres de la zona. Gorgopas pasó entonces a hostigar el territorio ateniense desde su base en Egina.
Poco después, Gorgopas llevó su flota a Éfeso para escoltar a Antálcidas, quien fue enviado para sustituir a Hierax como almirante. Una vez cumplida su misión, en el camino de regreso a Egina se encontró con la flota ateniense al mando de Eunomo. Gorgopas se retiró y pudo regresar al puerto de Egina. Tras intentar sin éxito que Gorgopas saliera a luchar, los atenienses zarparon al caer la noche. El barco ateniense que iba en cabeza llevaba una luz habitual que los demás barcos podían seguir. Gorgopas, manteniendo sus naves a oscuras, siguió la luz de la nave ateniense. Pudo sorprender a la flota ateniense cuando pasaba cerca de la costa, en torno al cabo Zóster. Los espartanos capturaron cuatro trirremes y obligaron al resto de las naves atenienses a retirarse al Pireo .
Gorgopas murió en una emboscada ese mismo año. Una unidad ateniense al mando de Cabrias tendió una emboscada, mientras que otra al mando de Demeneto atrajo a Gorgopas fuera de Egina y hacia la trampa marchando abiertamente por la zona.